# Präfekturuniversität Osaka

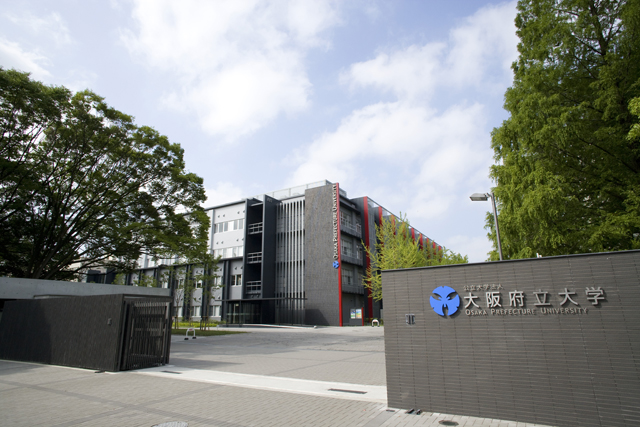
Nakamozu-Campus

Die Präfekturuniversität Osaka (jap. 大阪府立大学, Ōsaka-furitsu daigaku, kurz: Fudai (府大), Daifudai (大府大) oder Hanfudai (阪府大); engl. Osaka Prefecture University, kurz: OPU) ist eine öffentliche Universität in Japan. Der Hauptcampus (Nakamozu-Campus) liegt in Naka-ku, Sakai in der Präfektur Osaka.

## Geschichte
Die Universität wurde 2005 durch den Zusammenschluss der drei präfekturalen Hochschulen gegründet. Die drei waren die (ältere) Präfekturuniversität Osaka, die Frauenuniversität Osaka (大阪女子大学, Ōsaka joshi daigaku) und die Präfekturale Krankenpflegehochschule Osaka (大阪府立看護大学, Ōsaka-furitsu kango daigaku).
Die Geschichte der drei Vorgänger ist wie folgt:

### (Ältere) Präfekturuniversität Osaka
Die Universität wurde 1949 als Naniwa-Universität (浪速大学, Naniwa daigaku) gegründet. 1955 wurde sie in Präfekturuniversität Osaka umbenannt. Die Naniwa-Universität hatte fünf Vorgänger: zwei staatliche und drei präfekturale Fachhochschulen.
Der älteste Ursprung, die Veterinär-Lehranstalt (獣医学講習所, Jūigaku kōshūjo), wurde 1883 bei der Präfekturalen Medizinschule Osaka gegründet. Der Veterinär-Kurs zog in die 1888 neu gegründete Präfekturale Landwirtschaftsschule Osaka (大阪府立農学校, Ōsaka-furitsu nōgakkō). 1942 entwickelte der Veterinär-Kurs der Landwirtschaftsschule sich zur Höheren Veterinärschule Osaka (大阪高等獣医学校, Ōsaka kōtō jūi gakkō), die 1945 in Veterinär- und Tierhaltungsfachschule Osaka (大阪獣医畜産専門学校, Ōsaka jūi chikusan semmon gakkō) umbenannt wurde. Die Fachschule und die Landwirtschaftsfachschule Osaka (大阪農業専門学校, Ōsaka nōgyō semmon gakkō, gegründet 1944) waren die Vorgänger der Landwirtschaftlichen Fakultät (heute die Fakultät für Bio- und Umweltwissenschaften).
Der Hauptursprung war das staatliche Technikum Osaka (大阪工業専門学校, Ōsaka kōgyō semmon gakkō, umbenannt 1944), das 1939 als Höhere Technische Schule Osaka (大阪高等工業学校, Ōsaka kōtō kōgyō gakkō) gegründet wurde. Sein ehemaliger Standort ist heute der Hauptteil des Nakamozu-Campus. Das Technikum bot Kurse in Maschinenlehre, Kraftmaschinenlehre, Elektronik, Metallurgie usw.; keine Kurse in Architektonik oder Bauingenieurwesen hatte es, weil es in der Kriegszeit gegründet wurde. Das Technikum und das Präfekturale Chemietechnikum Osaka (大阪府立化学工業専門学校, Ōsaka-furitsu kagaku kōgyō semmon gakkō, gegründet 1943) waren die Vorgänger der Fakultät für Ingenieurwissenschaften.
Der fünfte Ursprung war die staatliche Jugend-Normalschule Osaka (大阪青年師範学校, Ōsaka seinen shihan gakkō, reorganisiert 1944), die 1935 als Präfekturale Lehrerbildungsanstalt für Jugendschulen zu Osaka (大阪府立青年学校教員養成所, Ōsaka-furitsu seinen gakkō kyōin yōseijo) gegründet wurde. Die Normalschule war der Vorgänger der Fakultät für Pädagogik (geschlossen 1957).

### Frauenuniversität Osaka
Der Ursprung der Frauenuniversität Osaka wurde 1924 als Präfekturale Frauenfachschule Osaka (大阪府女子専門学校, Ōsaka-fu joshi semmon gakkō) gegründet. Sie war die zweite öffentliche Frauenfachschule in Japan. Der Campus lag am Teich Mandaiike (oder Bandaiike, 万代池) in Sumiyoshi-ku, Osaka. 1949 entwickelte sie sich zur Frauenuniversität Osaka. 1976 bewegte sie sich zum Daisen-Campus (nächst dem Daisenryō-Kofun), der vormalige Standort der Fakultät für Landwirtschaft der Präfekturuniversität Osaka.

### Präfekturale Krankenpflegehochschule Osaka
Sie wurde 1978 als zweijährige Krankenpflegehochschule gegründet. 1994 entwickelte sie sich zur vierjährigen Präfekturalen Krankenpflegehochschule Osaka. Ihr Standort ist der Habikino-Campus.

## Fakultäten

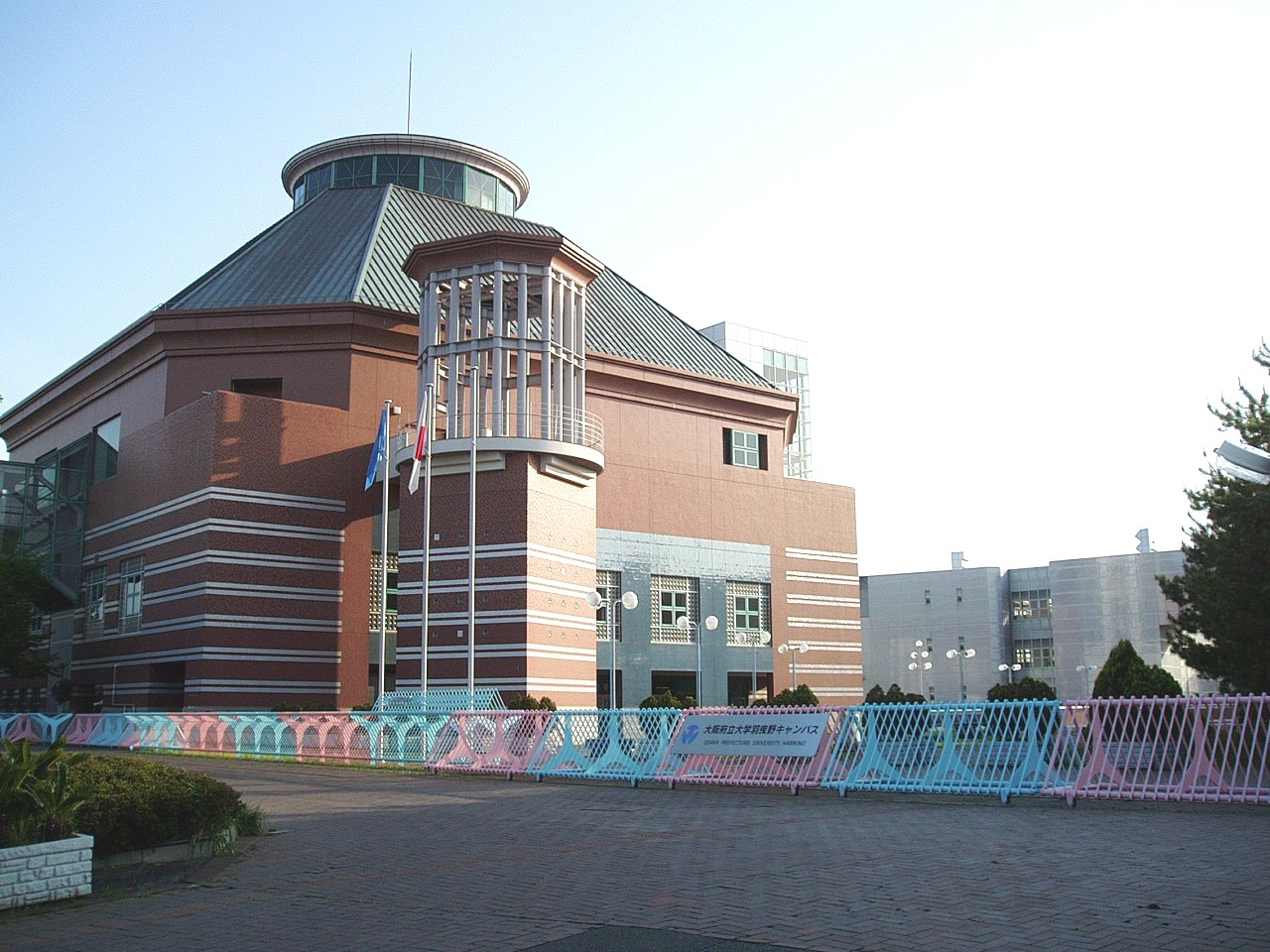
Habikino-Campus

- Nakamozu-Campus (in Sakai, Präfektur Osaka, 34° 32′ 49,7″ N, 135° 30′ 24,7″ OKoordinaten: 34° 32′ 49,7″ N, 135° 30′ 24,7″ O):
  - Fakultät für Ingenieurwissenschaft
  - Fakultät für Bio- und Umweltwissenschaften (vormals Landwirtschaft)
  - Fakultät für Naturwissenschaft
  - Fakultät für Wirtschaftswissenschaften
  - Fakultät für Geistes- und Sozialwissenschaften
- Habikino-Campus (in Habikino, Präfektur Osaka, 34° 32′ 57,4″ N, 135° 35′ 16,4″ O):
  - Fakultät für Pflegewissenschaft
  - Fakultät für Umfassende Rehabilitation
- Rinkū-Campus (seit April 2009, in Izumisano, Präfektur Osaka, 34° 24′ 48,3″ N, 135° 18′ 9″ O):
  - Abteilung für Veterinärmedizin der Fakultät für Bio- und Umweltwissenschaften

### Reorganisation 2012
Reorganisiert wurden die Fakultäten und Abteilungen im April 2012 in 4 Colleges (学域, gakuiki), die aus 13 Schulen (学類, gakurui) bestehen:
- College für Wissenschaften vom Nachhaltigen System (jap. 現代システム科学域, engl. College of Sustainable System Sciences) – Nakamozu-Campus
  - Schule für Wissens- und Informationssystem
  - Schule für Wissenschaften vom Umweltsystem
  - Schule für Management

- College für Ingenieurwissenschaften (jap. 工学域, engl. College of Engineering) – Nakamozu-Campus
  - Schule für Elektrotechnik und Elektronik
  - Schule für Materialwissenschaft, Chemie und Chemieingenieurwesen
  - Schule für Maschinenlehre, Luft- und Raumfahrttechnik, und Maritime Systems Engineering

- College für Bio- und Umweltwissenschaften (jap. 生命環境科学域, engl. College of Life, Environment, and Advanced Sciences) – Nakamozu-Campus
  - Schule für Veterinärmedizin [Rinkū-Campus]
  - Schule für Angewandte Biowissenschaften
  - Schule für Umweltwissenschaften und -technologie
  - Schule für Naturwissenschaften

- College für Gesundheits- und Humanwissenschaften (jap. 地域保健学域, engl. College of Health and Human Sciences) – Habikino-Campus
  - Schule für Pflegewissenschaft
  - Schule für Umfassende Rehabilitation
  - Schule für Wohlfahrts- und Bildungswissenschaft [Nakamozu-Campus]